# Martin Heinrich Fuhrmann
Martin Heinrich Fuhrmann (* 28. Dezember 1669 in Templin; † 25. Juni 1745 in Berlin) war ein deutscher Kantor, Musiktheoretiker und Vertreter der Norddeutschen Orgelschule.

## Leben
Martin Heinrich Fuhrmann war ein Sohn von Martin Fuhrmann († 1709), der zuerst Rektor in Zehdenick und dann Oberpfarrer und Superintendent in Templin war. Seine musikalische Ausbildung orientierte sich an Friedrich Gottlieb Klingenberg (Schüler von Buxtehude), Magnus Peter Henningsen, Friedrich Wilhelm Zachow und Johann Schelle. 1694 wurde Fuhrmann Organist in Soldin. Von 1704 bis 1742 war er Kantor am Friedrichswerderschen Gymnasium in Berlin.
Musiktheoretisch lehnte sich Fuhrmann an Johann Mattheson an.

## Schriften (Auswahl)

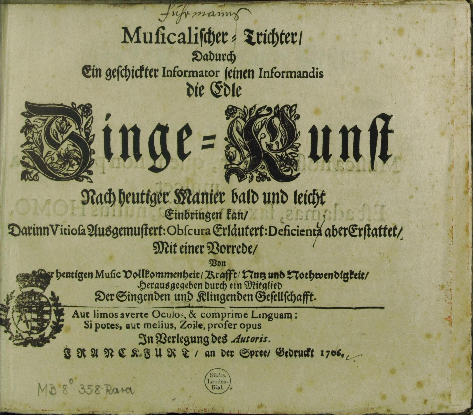
Musicalischer Trichter (1706)

- Musicalischer=Trichter. Frankfurt 1706 (Digitalisat).
- Musica vocalis in nuce. Berlin 1715, (Digitalisat).
- Gerechte Wag-Schal. Altona 1728, (Digitalisat).